# Nike Air Jordan

Le logo Swoosh de Nike (par le designer Peter Moore) a été remplacé par ce logo Jumpman à partir de la série des Air Jordan III de 1988.

Nike Air Jordan est une filiale de la marque Nike, frappées du nom de Michael Jordan, ancien joueur des Bulls de Chicago en NBA. Elle produit des équipements sportifs, principalement chaussures et vêtements.
La marque est principalement associée à la série des 35 chaussures de basket créées pour le célèbre basketteur jusqu'en 2009. Inspirées par la personnalité du joueur ou par ses passions, ces sneakers se voulaient être les plus avant-gardistes du marché tant au niveau de la technique que du design.
La Jordan Brand (la marque Jordan) a été créée en 1997, en partenariat avec Nike . Michael Jordan s'investit personnellement dans la création de cette marque reprenant son nom et son image. Le Swoosh, logo traditionnel de Nike, n’apparaît plus sur les produits de la marque Jordan à partir de la Air Jordan VII (1992), seul le Jumpman (logo) y figure : cela est le prolongement d'une très lucrative association entre les deux partenaires depuis 1985.

## La Air Jordan One

### Choisir son équipementier
Durant l'été 1984, alors qu'il allait intégrer l'équipe de NBA, Michael Jordan, assisté de son agent David Falk, a dû choisir son équipementier. S'il lui arrivait de parfois jouer avec des chaussures Nike ou Adidas lorsqu'il était à l'école secondaire, Michael Jordan a porté des Converse pendant ses saisons en NCAA. Il a participé aux Jeux olympiques de Los Angeles avec des chaussures de cette marque. Alors qu'il finit son cursus universitaire, la star était encore majoritairement inconnue du grand public.
Il était plutôt fan de Adidas dont il appréciait les chaussures basses. La marque aux trois bandes était à l'époque 50% plus important en chiffre d'affaires que Nike. Cependant la rencontre avec les responsables de l'entreprise allemande n'a pas été à la hauteur de ses espérances. En effet, un joueur arrière n'intéressait pas Adidas, qui désirait plutôt sponsoriser un joueur intérieur dominant. Aucun contrat n'est proposé à Michael Jordan.
À son côté, Converse lui offrait 100 000 $ par an pendant 5 ans, au même titre que ses autres stars Larry Bird, Magic Johnson ou Julius Erving. L'équipementier lui expliqua qu'aucune innovation technologique apportée aux chaussures n'était prévue dans un futur proche, ce qui déçut Jordan.
Contrairement à Adidas, Spot-Bilt suivait le parcours de Jordan. L'entreprise de chaussures de sport, présidée par John Fisher et ayant comme vice-président O.J. Simpson, proposa la plus grosse offre financière : plus de 500 000 $ par an. Mais l'argent n'était pas le seul facteur dans la prise de décision de Jordan. Spot-Bilt ne pouvait égaliser le marketing de Nike. Cet argument allait faire pencher la balance en faveur de la société de Beaverton.
En effet, Nike était également intéressé par Michael Jordan. Son expert en marketing Sonny Vaccaro avait convaincu les dirigeants de la société de tout miser sur le rookie des Chicago Bulls et non de diviser le budget de sponsoring pour signer avec plusieurs joueurs (Olajuwon, Barkley et Stockton),. L'agent de Michael Jordan, David Falk, avait déjà pris contact avec Nike. Mais le basketteur restait réticent vis-à-vis de la marque dont il n'aimait pas les chaussures. Il alla jusqu'à refuser de se rendre à la première réunion avec Nike à Portland, avant de céder face aux insistances de sa mère Deloris Jordan. Il rencontra alors le président de Nike Phil Knight, le vice-président Rob Strasser, Sonny Vaccaro, le designer britannique Peter Moore, et Howard White qui allait devenir par la suite le vice-président du marketing sportif de Jordan Brand. Nike proposa un partenariat de 2,5 millions de dollars sur 5 ans, incluant des bonus et 25% de royalties sur chaque paire vendue et la création d’une ligne vestimentaire à l'image du joueur. Connaissant la passion de Jordan pour les voitures de luxe, on lui fit comprendre qu'avec un tel accord, il aurait la possibilité d'acquérir tous les véhicules qu’il désirait. Mais Michael Jordan hésitait encore. « Un contrat pour des chaussures ne voulait rien dire dans les années 1980. Donc, ça le laissait complètement indifférent. Il ne voulait pas venir chez nous. Il voulait signer chez Adidas. Dans les années 1980, Adidas avait les plus beaux survêts. » expliqua Vaccaro. Il tenta de négocier une dernière fois avec la firme allemande mais n'obtint aucune réponse. Le 24 octobre 1984, juste avant le début de son année rookie, sous l'impulsion du PDG de Nike Phil Knight et David Falk, Michael Jordan signa avec la marque au swoosh.

### Création de la Nike Air Jordan

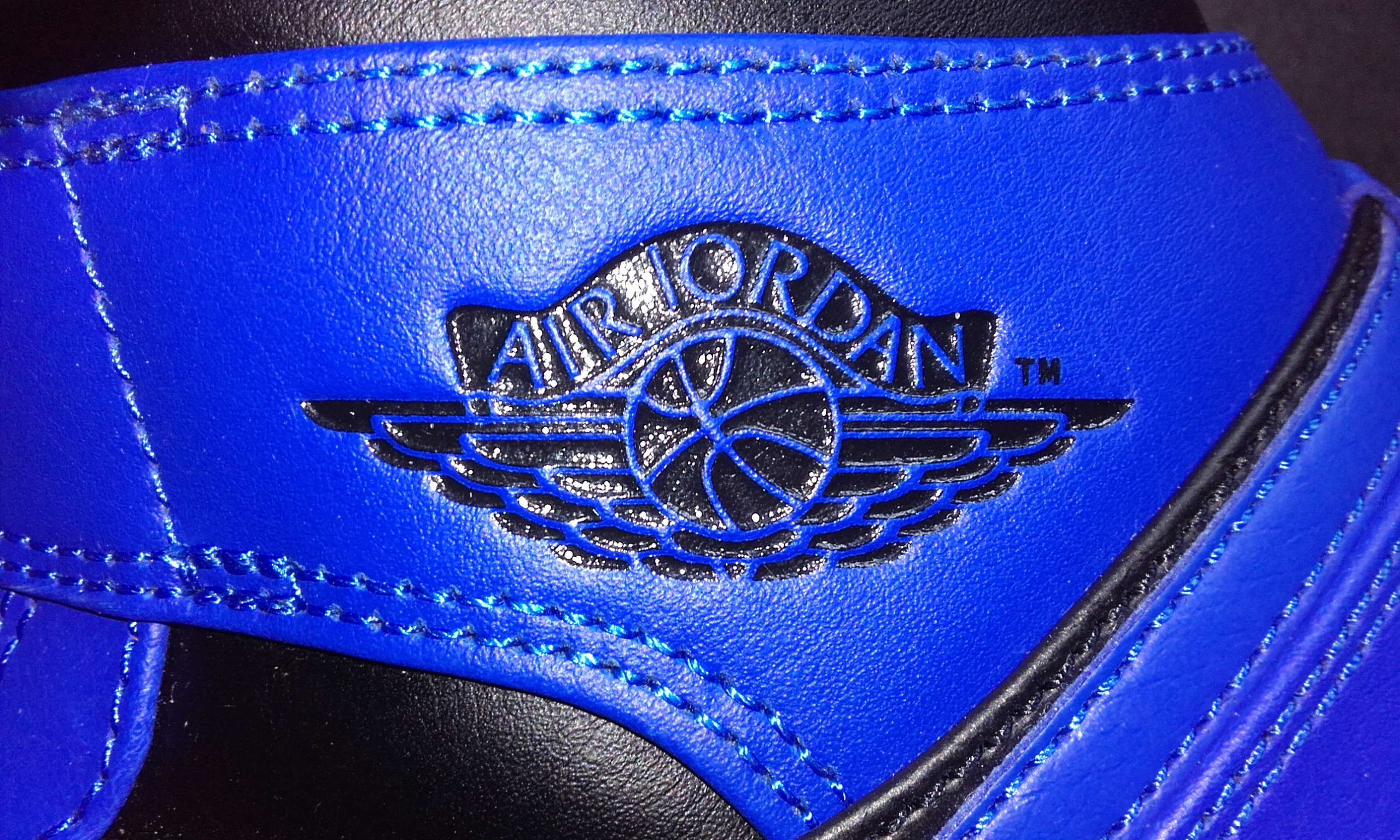
Logo "Wings"(un ballon de basket avec des ailes) sur la Air Jordan I Royal Blue.

Sur suggestion de David Falk, il a été décidé d'appeler la future basket du joueur « Air Jordan ». Le designer Peter Moore fut chargé de la concevoir. Il créa un élément pour la distinguer des autres chaussures : le logo « Wings ». Dans l’avion reliant Portland à Chicago, Peter Moore remarqua sur le vêtement d'un jeune garçon un pin's avec des ailes de pilotes, offert par la compagnie aérienne. Souhaitant représenter l’idée d’un homme pouvant voler, il dessina alors un ballon de basket entouré d'ailes,. Placé sur le côté de la chaussure, ce logo devait être bien visible. La Air Jordan I est le seul modèle à posséder à la fois le « Swoosh » de Nike et le « Wings » (jusqu'à la Air Jordan 31 en 2016). Mais Michael Jordan a été déçu par ses chaussures. Il les trouvait « moches » et les couleurs rouge et noir choisies pour la Bred évoquaient pour lui Satan,. Afin d’alimenter les campagnes de communication, Chuck Kuhn fut chargé de photographier le basketteur avec ses Air Jordan. Le poster « Flight Guy » le montre avec le modèle Royal Blue (Bleu et noir). S'inspirant d'un cliché réalisé par Jacobus Rentmeester durant les Jeux olympiques 1984 pour le magazine Life, on le photographia  en train de marquer un panier. En réalité, cette scène, qui a donné naissance au futur logo « Jumpman », a été reproduite en studio. Sur la dernière série de clichés pris à Chicago, le joueur des Bulls porte en bandoulière sur l'épaule les Air Jordan Black Toe (noir, blanc, rouge) et les Bred (rouge, noir) ; ces chaussures n'avaient pas, sur leur  côté, le logo « Wings » mais l'inscription « Air Jordan ». Enfin, suivant l'idée de Peter Moore, une première publicité a été tournée sur le thème de l'homme volant. On y voit Michael Jordan décoller comme un avion grâce aux Air Jordan Bred, en laissant derrière lui des empreintes de fumée. Le commentaire invite à participer à ce voyage : « Bienvenue sur le vol numéro 23. Veuillez attacher votre ceinture et éteindre votre cigarette ».

### La Nike Bred "Banned"

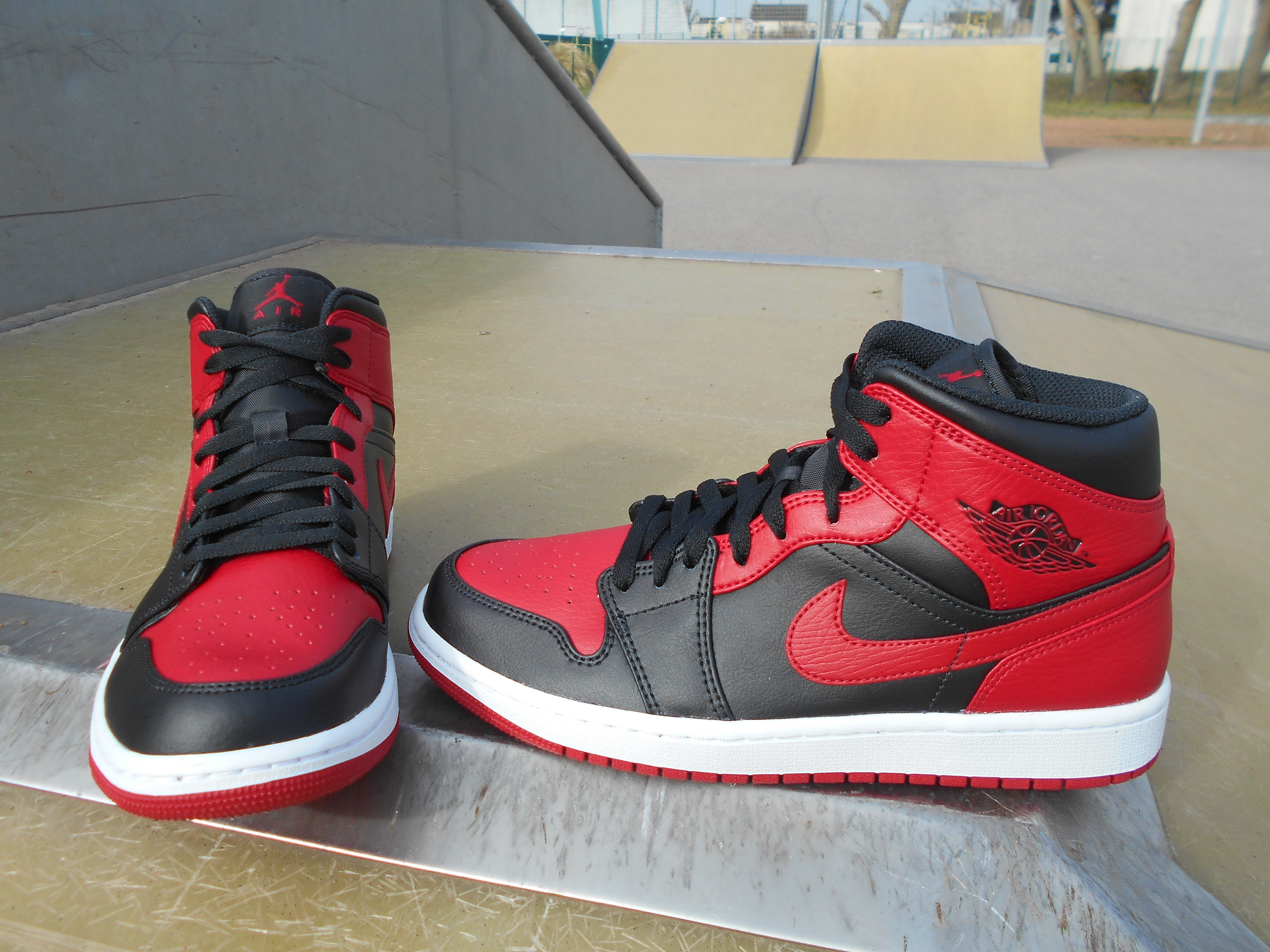
Air Jordan I Mid Banned (2020),. Sur la languette de cette version qui reprend les coloris du modèle High de 1985, figure le "Jumpman".

Quand il commença sa carrière professionnelle, Michael Jordan ne possédait pas encore son propre modèle. Nike lui a fourni une chaussure provisoire, une édition spéciale de la Nike Air Ship portant à l'arrière l'inscription « Air Jordan »,. Le rookie a porté trois coloris de cette basket : blanc / gris naturel, blanc / rouge et noir / rouge. Or, le 18 octobre 1984 à New York, lors du 6e match de pré-saison face aux Knicks, il joua avec des Nike Air Ship noir et rouge. Le commissaire de la NBA, David Stern n'apprécia pas ce coloris différent de celui des autres joueurs. Il informa Nike que cette sneaker avait enfreint la règle d’uniformité des uniformes ; Michael Jordan devait cesser de la porter sur le terrain : elle était « banned » (bannie). Comme les Air Jordan « Black Toe » et « Bred » prises en photographies pour la communication n'étaient pas les bienvenues sur le terrain, un nouveau modèle a dû être préparé : ce fut le « Chicago » composé de blanc et de rouge avec un swoosh noir. Mais le basketteur décida de chausser la Air Jordan noir et rouge lors du concours de dunks du All-Star Week-end en février 1985. Bien que ce ne soit pas un match officiel de la ligue de basket-ball, une lettre officielle de la NBA datée du 25 Février 1985 fut envoyée à Rob Strasser, vice-président de Nike. Elle indiquait que la ligue interdisait Jordan de porter « une certaine chaussure de basket-ball Nike noire et rouge. »  La légende raconte qu'une amende de 5000 dollars devait être payée à chaque infraction. Mais la lettre ne mentionne pas cette sanction et aucune photographie ou vidéo de Michael Jordan portant les « Bred » en match officiel n'a été retrouvée,. Cependant l'interdiction de la basket noir et rouge allait être utilisée par Nike pour en faire un puissant argument marketing dans ses publicités. Un nouveau spot fut tourné. Elle montre Michael Jordan avec une paire de Air Jordan Bred barrée par deux blocs noirs. La voix off explique que si la NBA a banni les chaussures, elle ne peut pas vous empêcher de les porter. On a fait croire que la sneaker « banned » était la Air Jordan Bred, devenue ainsi LA chaussure de la rébellion pour les jeunes Américains, LA chaussure qu'il fallait absolument avoir aux pieds.

### Succès et oubli
La Air Jordan fut disponible le 1er Avril 1985. À l'origine, elle coûtait 65 $, ce qui était cher à l'époque. Cependant, son succès immédiat amena les revendeurs à augmenter son prix qui atteignit les 100 $ ! Malgré tout, 60 000 paires s'écoulèrent durant les premiers mois. On pouvait la voir au cinéma, notamment dans le premier film de Spike Lee, Nola Darling n'en fait qu'à sa tête (She's Gotta Have It). Au cours de cette première période, Nike sortit 13 coloris de l'Air Jordan I. Un modèle en toile est également apparu : la Air Jordan KO. Finalement, durant l'année 1985, 450 000 paires de la sneaker ont été achetées aux Etats-Unis, engendrant 153 millions de dollars de bénéfices. Il fallut réapprovisionner les magasins en rupture de stock. Mais, cette fois-ci, Nike en produisit trop. En 1986, la Air Jordan II est apparue et la Air Jordan I est devenue démodée. Les ventes se sont effondrées ; on pouvait acquérir une paire pour 20 $ ! L'AJ1 trouva alors un nouveau public. En effet, les adeptes de skateboard étaient à la recherche de chaussures peu onéreuses, confortables, et surtout plus robustes que des chaussures en toile qu'ils utilisaient. D'autre part, considérés eux-mêmes comme des rebelles, ils avaient été sensibles à la publicité de la chaussure « banned ». Le coloris scandaleux leur convenait très bien. Lance Mountain, Mickey Reyes et Bryce Kanights et autres skateurs adoptèrent la chaussure de basket-ball. La Air Jordan I entama dès lors une longue carrière dans le monde du skateboard. En 1994, les coloris «Chicago» et «Bred» ont été rééditées. Cependant, à l 'époque, c'étaient des chaussures plus sophistiqués qui attiraient le public : la mode n'était pas aux modèles rétro. Cette réédition a donc été un véritable échec : des chaussures auraient été vendus pour 20 $ seulement.

### Rééditions et tirages limités: le retour des AJ1 à partir des années 2000

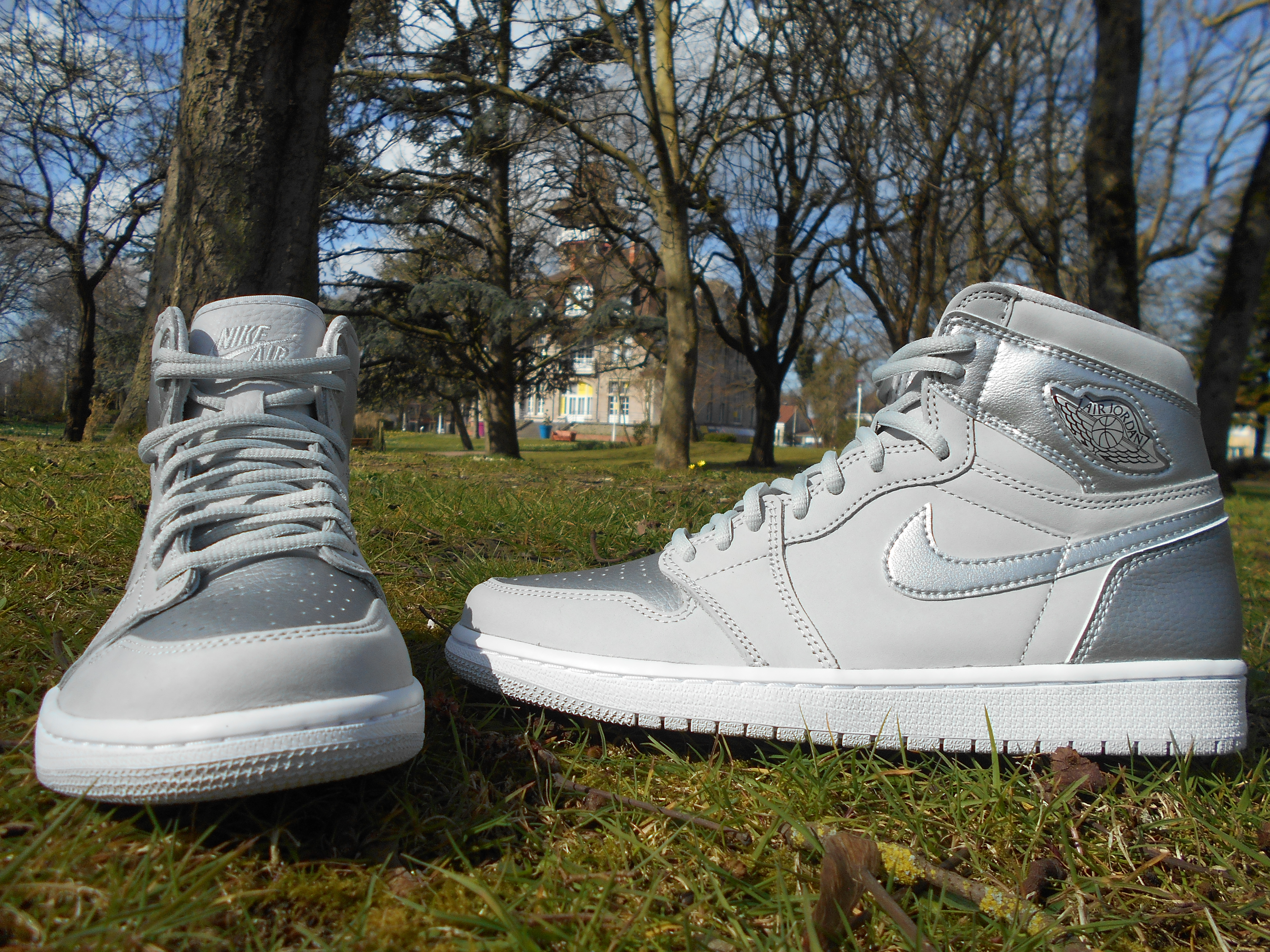
Air Jordan I Retro High OG CO. Japan. Cette nouvelle version du coloris silver devait célébrer les Jeux olympiques de Tokyo de l'été 2020. Si l’événement sportif a été reporté à cause de la COVID-19, la basket fut bien vendue durant cette période.

L'année 2001 marque le début des éditions  « régions exclusives ». En effet, le pack Air Jordan I Japan a été commercialisé dans un seul pays : le Japon. Quatre nouveaux coloris en tirage limité ont été proposés aux habitants de l'archipel nippon. Le modèle Silver, vendu dans une valise en aluminium, était le plus recherché : seuls 2001 exemplaires étaient disponibles. A Osaka, il y avait environ 300 demandes pour 70 paires de chaussures mises sur le marché. Les autres coloris furent tirés à 3000 paires. D'autre part, Jordan Brand créa un modèle mi-haut de sa première basket. Des nouveaux coloris de la Air Jordan I furent réalisés, ce qui suscita un nouvel intérêt du public. Des nouveaux consommateurs sont apparus : les nostalgiques des anciens modèles, les passionnés, les collectionneurs de sneakers. Ceux-ci sont prêts à parcourir des kilomètres pour acquérir une paire de chaussures ; ils sont disposés à dépenser une importante somme d'argent pour posséder le modèle tant désiré. Certaines paires de 1986 se sont vendues entre 3 000 et 33 000 dollars selon leur état. Mais la production de Air Jordan I s'arrêta en 2004, un an après la retraite de Michael Jordan . La sneaker a été de nouveau commercialisée à partir de 2007. Les coloris sont devenus innombrables. Les tirages limités et les collaborations se sont multipliés. En 2014, le skateur Lance Mountain a conçu la première chaussure Nike Skateboarding x Air Jordan I. En 2020, les Air Jordan Dior dont le prix s'élevait à 1900 euros (2200 dollars) pour la version haute, se sont écoulés en quelques heures. Et quand il n'y a plus de stocks, les contrefaçons prennent le relais. L'intérêt pour la Air Jordan I n'a pas faibli à la fin des années 2020 – début des années 2021. Pour son 35ème anniversaire en 2019, la vente de chaussures a permis à Michael Jordan d'empocher 130 millions de dollars. En 2020, une paire d'Air Jordan I « Chicago », portée par le joueur des Chicago Bulls lors d'une rencontre amicale le 25 août 1985 à Trieste, a été acquise aux enchères pour 615.000 dollars. Le 24 octobre 2021, des Nike Air Ships, chaussées par Michael Jordan durant le cinquième match de sa première saison en 1984, ont été vendues pour 1 472 000 dollars !

## La Air Jordan II

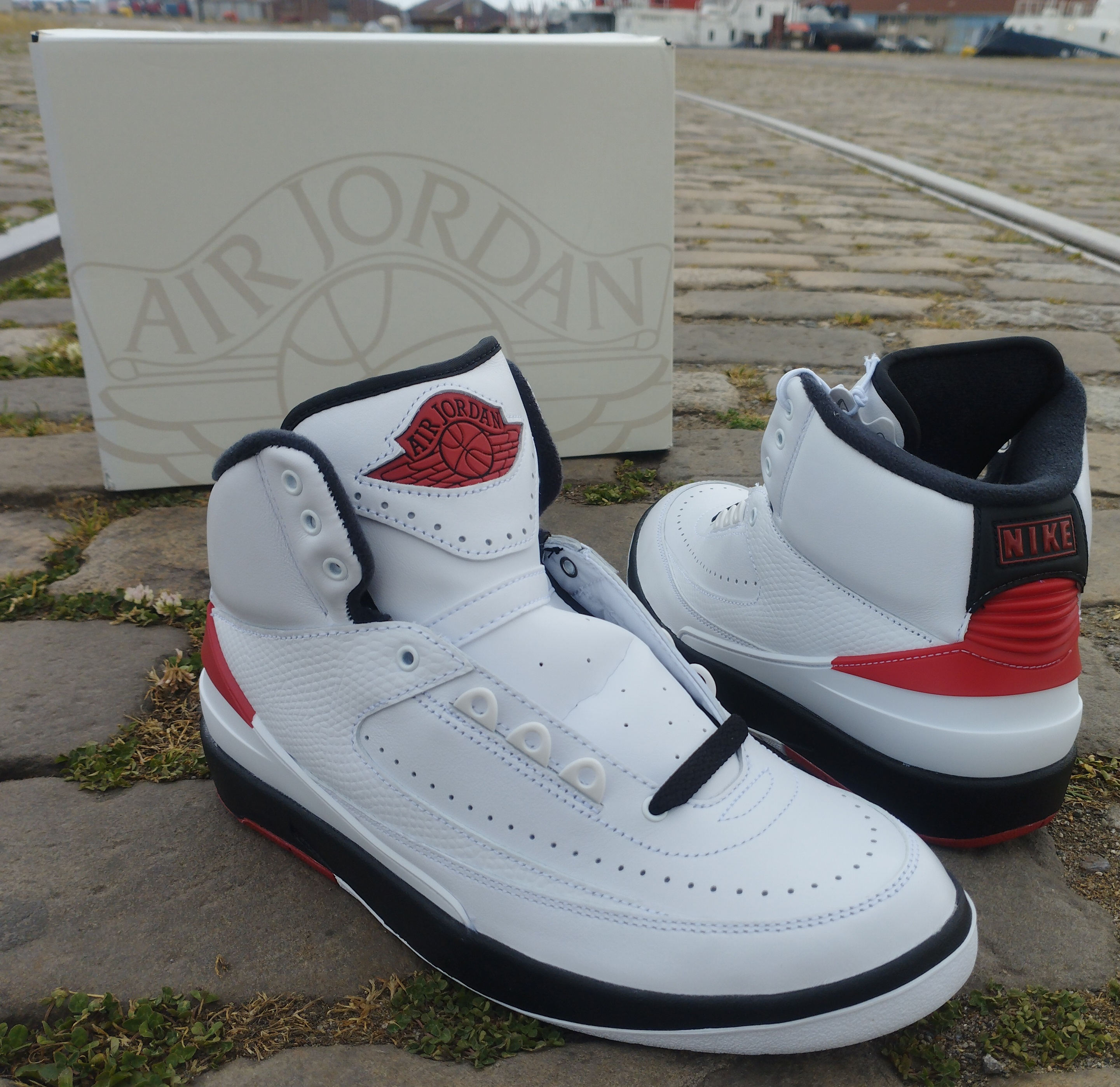
Air Jordan II "Chicago" (Réédition de 2022). Si le logo "Swoosh" a disparu de la chaussure, le "Wings" est bien mis en valeur sur la languette.

Réalisée par les designers Peter Moore et Bruce Kilgore, qui avait conçu la Nike Air Force 1, la Air Jordan II est sortie en novembre 1986. La chaussure a été qualifiée de « luxueuse ». Fabriquée en Italie, elle fut surnommée «Italian Stallion» («étalon italien»). Elle comportait des empiècements imitation peau de lézard et du cuir gaufré. Pour la première fois sur des sneakers de Nike, le Swoosh disparaissait  ; Le logo « Wings » le remplaçait sur la languette. "Nike" est inscrit sur le contrefort du talon. Les chaussures hautes et basses se déclinaient en deux coloris à dominance de blanc,. C'était la seule Air Jordan à ne pas posséder de version noire lors de sa sortie. Comme Michael Jordan avait été blessé lors de la saison précédente, la chaussure lui devait fournir un maximum de confort  et lui permettre de jouer en toute sécurité :  elle comporta donc une semelle intermédiaire en polyuréthane et un amorti Air dans le talon. Elle coûtait 100 $. Michael Jordan porta pour la première fois le nouveau modèle dans la publicité produite par Wieden et Kennedy. Des ralentis le montrent glissant dans les airs pour exécuter un dunk ; la voix off ajoute : «Air Jordan : tout est dans l'imagination.»  Le style de la Air Jordan II n'a pas convaincu le joueur des Chicago Bulls et a divisé le public. Elle a connu moins de succès que la basket précédente. Elle a été rééditée par la suite en 1994, 2004-05, 2008, 2010, 2014-18, 2022.
En 1987, Rob Strasser et Peter Moore quittèrent Nike et Michael Jordan, mécontent, pouvait mettre un terme à sa collaboration avec la marque de Philip Knight. Ce fut Tinker Hatfield, le créateur de la Nike Air Max et de la Nike Air Huarache, qui fut chargé de réaliser une nouvelle basket qui devait séduire le joueur.

## La Air Jordan III

### Un nouveau logo: le Jumpman
En 1984, le magazine américain Life projetait de publier un numéro spécial consacré à l’équipe des États-Unis qui allait participer aux Jeux Olympiques de Los Angeles. Ce fut le photographe Jacobus Rentmeester qui fut chargé de faire un cliché de Michael Jordan en plein saut devant un panier de basket. S’inspirant d’une technique de ballet nommée “grand jeté”, il créa cette pose qu'on nomma plus tard « Jumpman ». Jordan ne courrait pas mais restait sur place et a effectué ce mouvement en sautant et écartant au maximum les jambes. Il tenait le ballon de la main gauche alors qu’il est droitier,. Puis Jordan signa avec Nike. Le designer Peter Moore souhaitait alors exploiter la photographie de Life dans un but publicitaire. En échange de 150 $, Nike accéda au cliché. Mais, pour des raisons de droits, une nouvelle photographie fut réalisée en 1985. Jordan reprit exactement la même pose chaussé de Air Jordan « Black Toe », avec une vue de Chicago en arrière plan. L'image fut utilisée comme étiquette volante pour la Air Jordan I. Par la suite, Peter Moore, décida de travailler sur un nouveau logo : il jugeait « le Wings » trop enfantin. Il réalisa les premiers croquis du Jumpman à partir de cette photographie. 

### Un nouveau designer: Tinker Hatfield

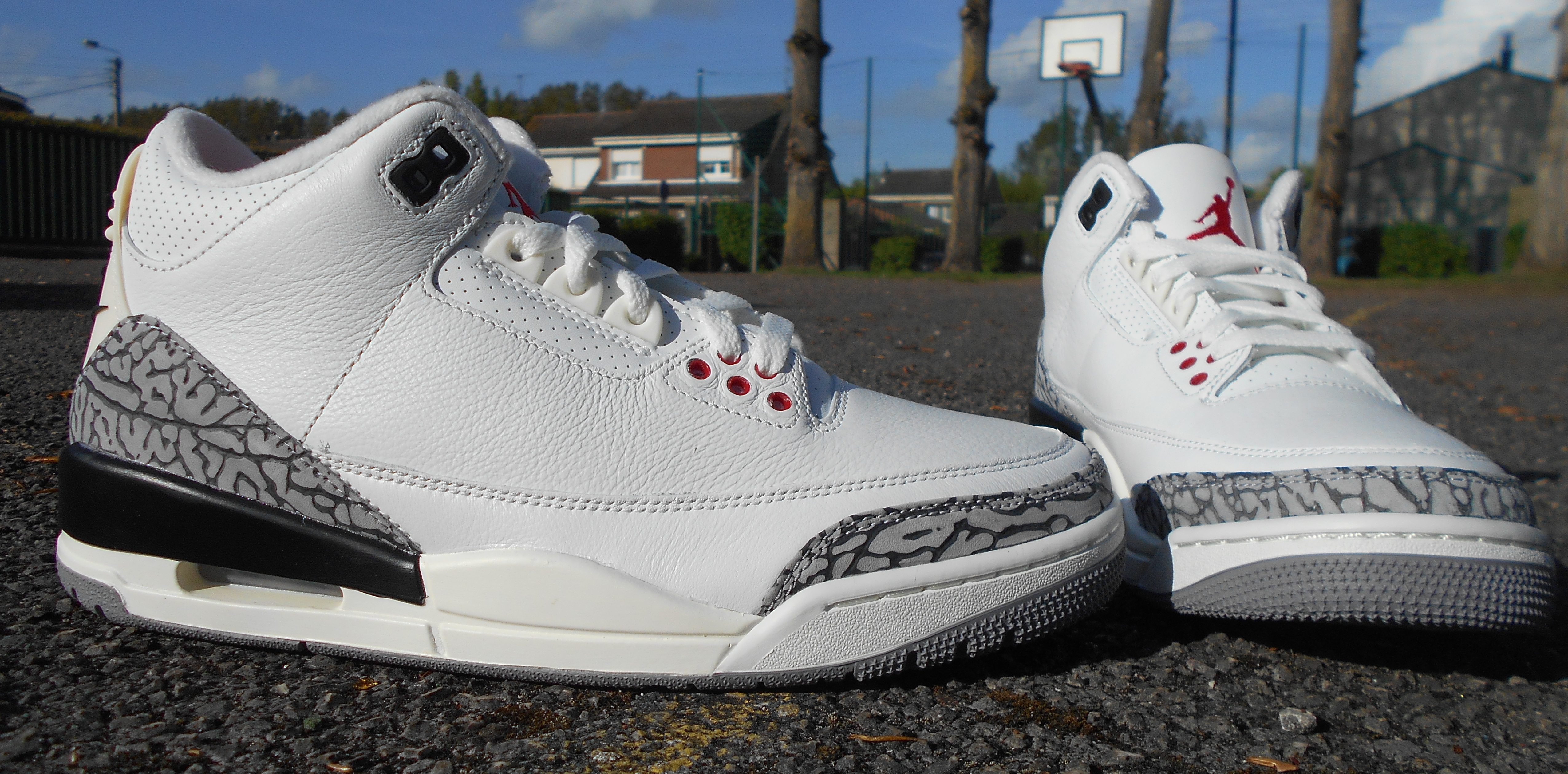
Air Jordan III White Cement Reimagined, sortie le 11 mars 2023

En 1987, les designers Peter Moore et Rob Stasser décidèrent de quitter l'équipementier américain pour fonder leur propre agence, Sports Inc, et créer la marque, Van Grack. Ils essayèrent d'ailleurs de convaincre Michael Jordan de les suivre. Face à cette situation dramatique, les dirigeants de Nike appelèrent à la rescousse Tinker Hatfield, créateur des Nike Air Max. Une première rencontre eut lieu avec Jordan. Le designer fit comprendre au basketteur que les nouvelles créations seraient réalisées en fonction de ses attentes et de ses désirs. Trois semaines plus tard, un nouveau rendez-vous fut organisé. Mais, pour montrer son mécontentement, Michael Jordan arriva avec quatre heures de retard, expliquant qu'il jouait au golf avec Peter Moore et Rob Stasser ! Tinker Hatfield lui présenta alors ses premières esquives. Répondant à la volonté de Jordan de jouer avec une chaussure plus légère, la nouvelle paire est mi-haute. D'autre part, Haltfield, reprenant les croquis de Peter Moore, donna sa forme définitive au nouveau logo, le Jumpman, placé sur la languette. Le renfort au niveau des orteils et le talon sont recouverts d'un imprimé inspiré de la peu d'éléphant, l'animal préféré de Jordan. Enfin, suivant la conception de la Air Max, la semelle intermédiaire possède une fenêtre permettant de voir la technologie d'amorti Air, au niveau du talon. Séduit, le joueur de la NBA accepta de continuer l'aventure avec Nike. Mais Hatfield s'est vu confier le projet avec six mois de retard et il dut enchaîner les déplacements en Asie avec son équipe pour obtenir les premiers prototypes. Finalement, quatre coloris sortirent en janvier 1988 : White/Cement Grey,  Black /Cement Grey, White/Fire Red et True Blue White/Cement Grey. Le prix était aussi élevé que les Air Jordan II : 100 $ la paire.

### Une campagne publicitaire avec Spike Lee
Spike Lee avait mis en avant les Air Jordan I dans son film Nola Darling n'en fait qu'à sa tête (She's gotta have it). Nike décida de le solliciter pour assurer la promotion des Air Jordan III.  Le jeune cinéaste américain reprit alors son personnage du film, Mars Blackman, et l'associa à Michael Jordan. L'humour fut utilisé pour mettre en valeur le basketteur. D'autre part, le public put lire la phrase « Air Jordan from Nike » : la marque du joueur commençait à se détacher de la firme de Beaverton. Cette campagne publicitaire de l'agence Wieden + Kennedy est considérée comme l'une des plus réussies de l'histoire du marketing sportif. 

### Une paire de basket populaire

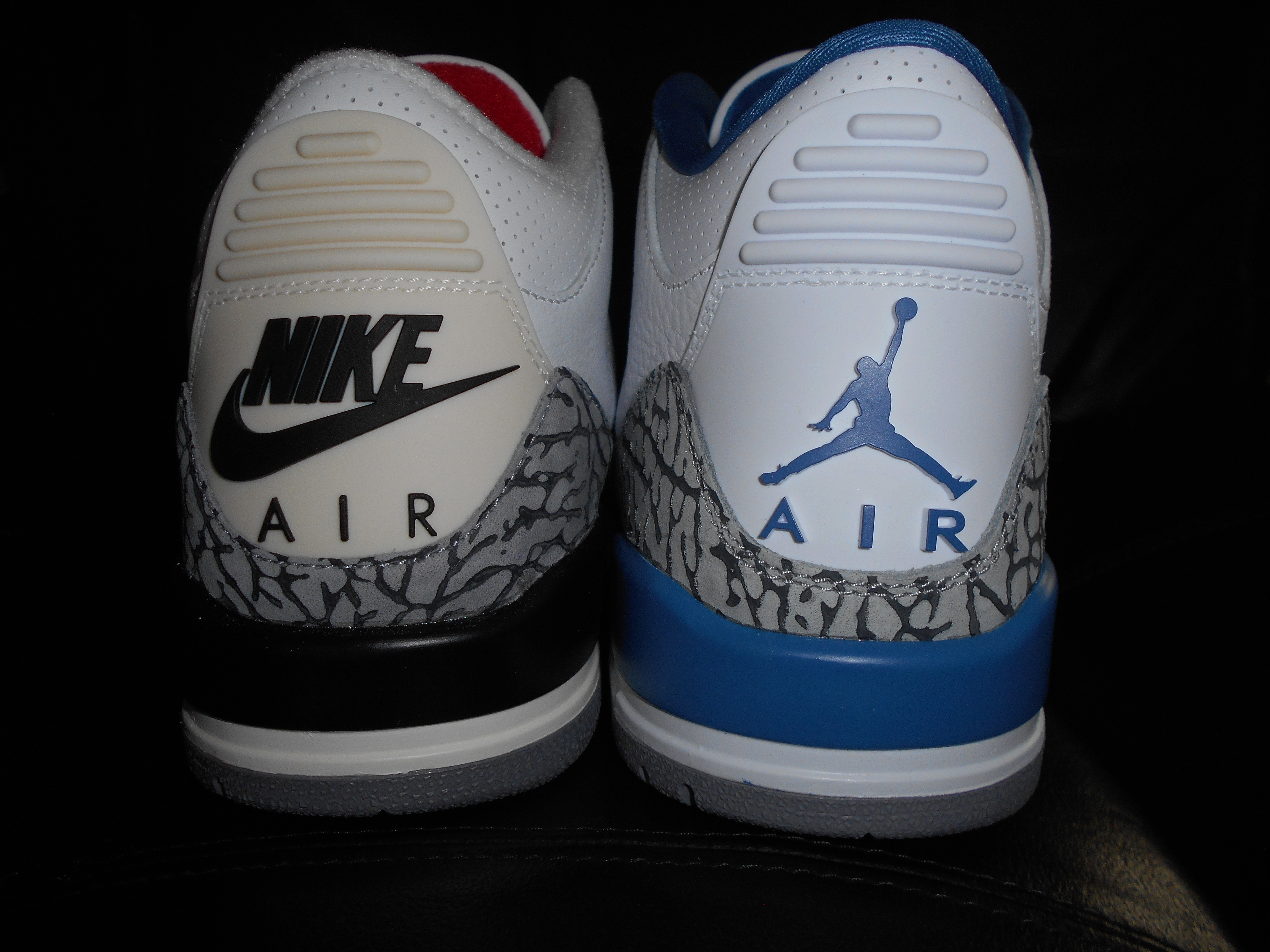
Au début des années 2000, suivant le désir de M. Jordan, le logo « Jumpman » remplace Nike et son Swoosh à l'arrière des Air Jordan III (Ici les Air Jordan III White Cement et les Air Jordan III Washington Wizards PE).

Les exploits de Michael Jordan sur le terrain ont aussi contribué au succès des Air Jordan III. Il accumula durant la saison les récompenses. Grâce à un dunk parfait, il remporta le Slam Dunk Contest face à Dominique Wilkins à Chicago le 6 février 1988. Il fut aussi élu MVP des All-Star Game et désigné meilleur joueur défensif de l'année. Cela contribua a la renommée mondiale des Air Jordan III, qui, malgré tout, n'étaient vendues qu'aux États-Unis à l'époque. En 2001, sortit un nouveau coloris : la mocha. Pour la première fois, le « Nike Air » placé à l'arrière du talon fut remplacé par le « Jumpman ». Depuis 2007, de nombreux coloris firent leur apparition. En 2010, dans le cadre d'une association avec l'hôpital pour enfants Oregon Health and Science University (OHSU) Doernbecher, un garçon de 11 ans rescapé d'un cancer, Cole Johanson, dessina  une Jordan III Retro où apparaissaient des éléments de son histoire : ses deux aliments préférés, le chocolat et les spaghettis, visibles derrière les rabats arrière, les mots « Force » et « courage » sur les semelles intérieures. En 2023, c'est le jeune Hugo Covarrubias Molina, aussi surnommé Juice, atteint du syndrome de Klippel-Trenaunay, qui créa sa propre sneaker aux couleurs de son équipe favorite, les Seahawks de Seattle : du vert slime dégoulinait sur la tige en cuir bleu marine ; 'un pendentif plaquée d’or 24 carats  en forme de "H" accompagnait la paire ; sur la semelle  semi-translucide était reproduite la phrase « It’s OK to be different » (  « C'est normal d'être différent ») écrite par la main du garçon. En 2017, Atmos sortit une Air Jordan III où  le traditionnel imprimé éléphant était remplacé par un imprimé safari. En 2018, la Air Jordan III Free Throw Line célébrait le dunk de février 1988 : le « 3:51 » sur la languette du talon fait référence au moment où Jordan a pris son envol, une épaisse bande rouge traversant la semelle extérieure translucide représente l'endroit sur la ligne des lancers francs où il a appuyé son pied avant le saut et sur la languette figure « 147 », son score total dans la dernière manche du concours. 

## Les Air Jordan hybrides
L'année 2003 fut marquée par la retraite sportive définitive de Michael Jordan. Au sein de Jordan Brand fut alors prise la décision de créer des modèles de chaussures combinant plusieurs éléments des précédentes Air Jordan. Cette démarche ne plut guère aux fans inconditionnels de la marque. Pourtant ces baskets hybrides ont connu de bonnes ventes. Malgré tout, elles sont encore ignorées par la majorité des ouvrages sur les sneakers.

### La Air Jordan Dub Zero
La Air Jordan Dub Zero a été la première basket hybride de Jordan Brand. Elle fut commercialisée à partir de 2005. Différents éléments de plusieurs Air Jordan originales y ont été rassemblés. La semelle est empruntée à la Air Jordan IV. Le col de cheville provient de la Air Jordan VI. Le mudguard, dont la forme s'inspire de la Air Jordan XII, se compose de superpositions en cuir verni, empruntées à la Air Jordan XI. L'aspect général de la partie supérieure de la chaussure rappelle la Air Jordan XIII. Un quadrillage, semblable à celui qui parcourt la Air Jordan XV, se retrouve au niveau du talon. L'inscription « Jordan » sous le lacet ressemble à celui de la Air Jordan XVII. La tige est ornée de motifs réalisés au laser, comme ceux de la Air Jordan XX.
Quatre coloris furent mis sur le marché durant la première année de la Air Jordan Dub Zero. Un seul coloris sortit en 2006. En 2009, la Air Jordan Dub Zero comportait des logos brodés à la place de l'impression laser. La première basket hybride fit un retour en 2015 pour fêter le trentième anniversaire de la Air Jordan. Si l'on retrouvait l'impression laser, du cuir traditionnel remplaçait le cuir verni présent sur tous les coloris précédents.

### La Air Jordan Spiz'ike
Imaginée par Spike Lee, la Air Jordan Spiz'ike symbolise la collaboration entre Michael Jordan et le cinéaste, formée en 1988. Son nom est issu de l'association « Spike and Mike ». Elle fut surnommée la « Retro Frankenstein » car elle se compose d'éléments des Air Jordan dont les deux protagonistes ont fait les publicités. Première sneaker à avoir profité de leur complicité, la Air Jordan III se retrouve dans la semelle, dotée du coussin d'air apparent au niveau du talon, et dans les fameux imprimés « peau  d'éléphant » sur les garde-boues avant et arrière du modèle hybride. La Air Jordan IV lui a donné ses deux ailes latérales permettant le laçage. La tige de la  la Air Jordan Spiz'ike provient de la Air Jordan V avec les renforts au niveau de la cheville, le système de blocage des lacets ainsi que les filets en TPU sur les côtés. La languette percée est caractéristique de la Air Jordan VI. Les deux pastilles rondes qui attachent les tirettes à l'arrière évoquent les Air Jordan IX : on y voit le portrait de Mars Blackmon sur le pied gauche et le logo de la société de production cinématographique de Spike Lee, "40 Acres and a Mule", sur celui de droite. Enfin le motif de l'intérieur de la chaussure est issu de la Air Jordan XX.

Le 22 avril 2011, au Madison Square Garden, Spike Lee portait des Spiz'ikes aux couleurs des New York Knicks dont il est un ardent supporter.

En octobre 2006, la sortie des premières Air Jordan Spiz'ike fut limitée à 4032 exemplaires seulement ; chacune numérotée individuellement sur l'étiquette qui accompagnait chaque paire. Ses couleurs, blanc, rouge et vert, faisaient référence à la pizzeria de Salvatore “Sal” Fragione dans le film de Lee Do the Right Thing.
Au cours de l'année 2007, sept nouveaux coloris, dont un conçu pour les dames, furent proposés ; le « King's country » était destiné aux enfants. Mis en vente le 23 novembre 2007, le modèle blanc et ciment gris fut le premier à être disponible pour toute la famille ; il rappelait la Air Jordan IV salie dans Do the Right Thing.
En 2011, Spike Lee apparut avec des Spiz'ikes aux couleurs des New York Knicks, son équipe de basket-ball favorite. La première paire présentait une tige orange contrastée par du noir et du blanc ; la seconde possédait un dessus bleu avec des éléments en orange, blanc ou noir. Réservées dans un premier temps à quelques joueurs de la NBA, les deux coloris ont fait l'objet d'une sortie générale le 5 novembre.
En 2014, le premier coloris fit son retour avec, cette fois, 29032 paires commercialisées ; disponibles uniquement dans les tailles hommes, elles étaient également numérotées.
Malgré des critiques liées principalement à son aspect hybride, la Air Jordan Spiz'ike fut appréciée du public et son succès fut plus important que celui de la  Air Jordan Dub Zero.

### La Air Jordan Son of Mars

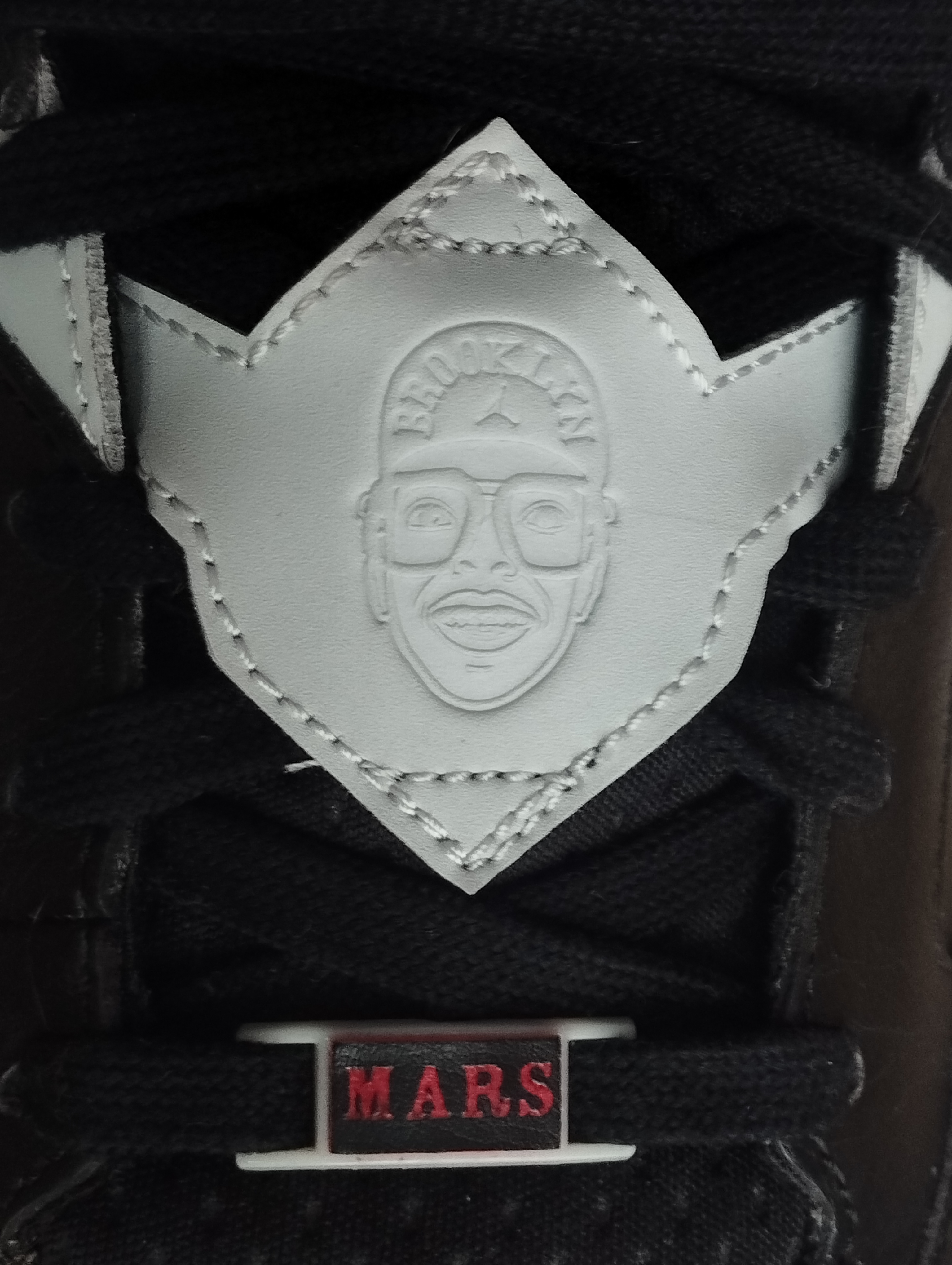
Portrait de Mars Blackmon sur un cache-lacets de la Air Jordan Son of Mars Black Cement.

La Air Jordan Son of Mars est un modèle hybride apparu pour la première fois en mars 2012. Son nom rend hommage à Mars Blackmon, le personnage créé et incarné par Spike Lee pour son film Nola Darling n'en fait qu'à sa tête (She's gotta have it) puis réutilisé dans les campagnes publicitaires des Air Jordan III, IV, V et VI.
Elle apparaît comme un dérivé de la Spiz’Ike. Elle reprend le bas de la tige de la Air Jordan III, avec les imprimés « peau d'éléphant » au talon et sur le renfort au niveau des orteils. La semelle extérieure est celle de la Air Jordan V, le col de cheville de la Air Jordan VI et les filets de la Air Jordan IV. Une large sangle (strap), empruntée aux Air Jordan XX, couvre le dessus de la tige, cachant une partie importante du lacet.
Comme ses prédécesseurs, elle ne fut pas épargnée par les critiques d'une partie des fans des Air Jordan : paire trop commerciale, design raté... Malgré cela, la nouvelle chaussure rencontra un certain succès.

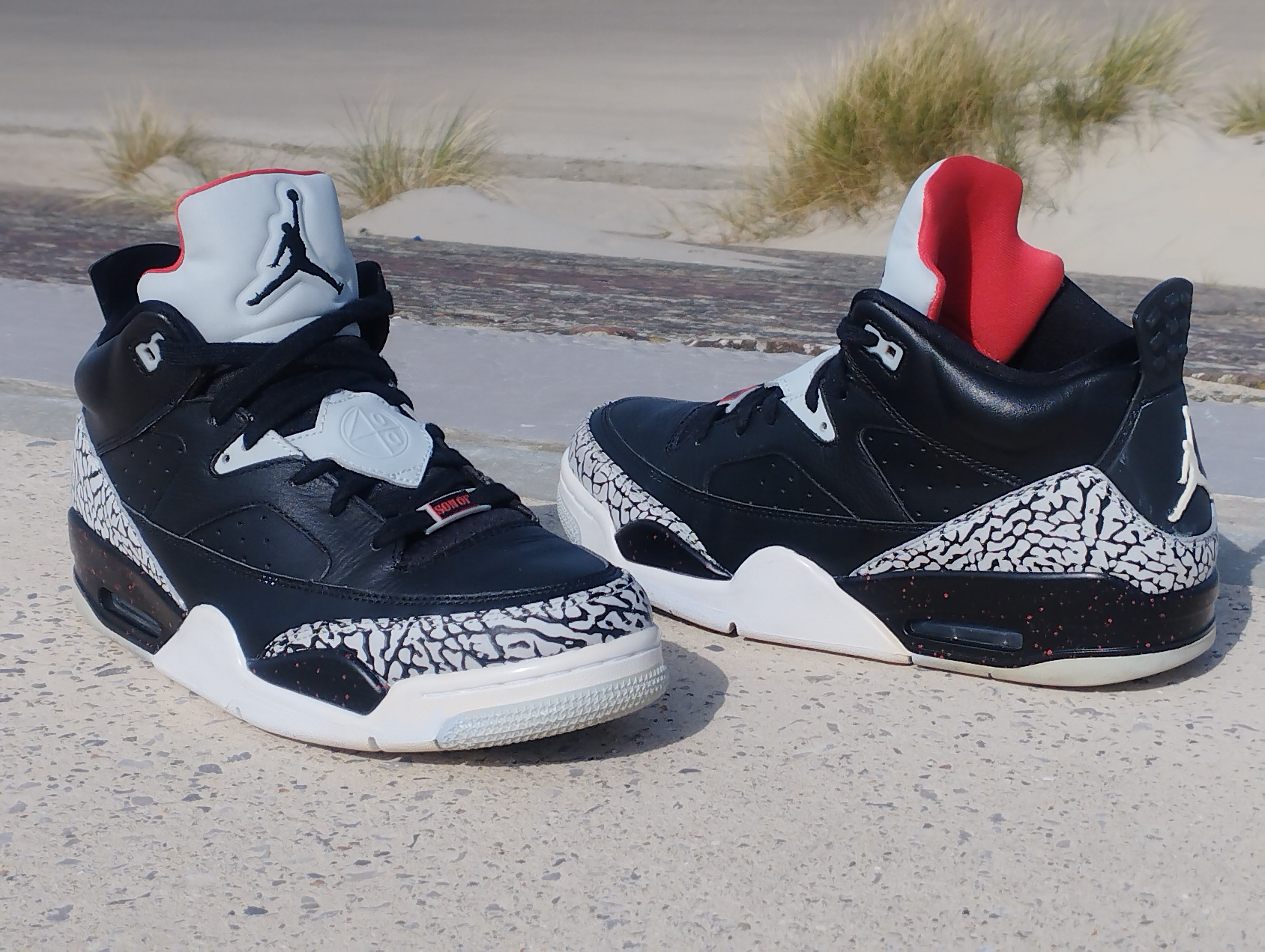
Les Air Jordan Son of Mars Low Black Cement (2015) apparaissent dans le film C'est quoi cette famille ?!

Cependant, après quelques coloris, Jordan Brand décida de modifier sa basket hybride et, au printemps 2013, commercialisa la Air Jordan Son of Mars Low. Le gros strap a été supprimé. On retrouve les empiècements « peau d'éléphant » de la Air Jordan III. La semelle extérieure et le talon sont copiés maintenant de la Air Jordan IV. La languette a la forme de la Air Jordan V. Les panneaux latéraux rappellent ceux de la Air Jordan VI. La tête de Mars Blackmon et le logo de la société de production de Spike Lee, « 40 acres and a mule » sont représentés sur des cache-lacets.
Mise en vente le 13 avril 2013 au prix de 140 dollars, la première Air Jordan Son Of Mars Low avait une tige en nubuck jaune contrasté par des touches de gris, de violet, de noir. En juin 2013, sortit une paire avec le coloris populaire « Cement ». Le même mois, la  Air Jordan Son Of Mars Low Do The Right Thing rendait hommage au film de Spike lee. En octobre, la Air Jordan Son Of Mars Low Bel Air s'inspirait de la série avec Will Smith, « The Fresh Prince of Bel Air ». Les coloris se succédèrent dans les années suivantes.

### La Air Jordan Legacy 312

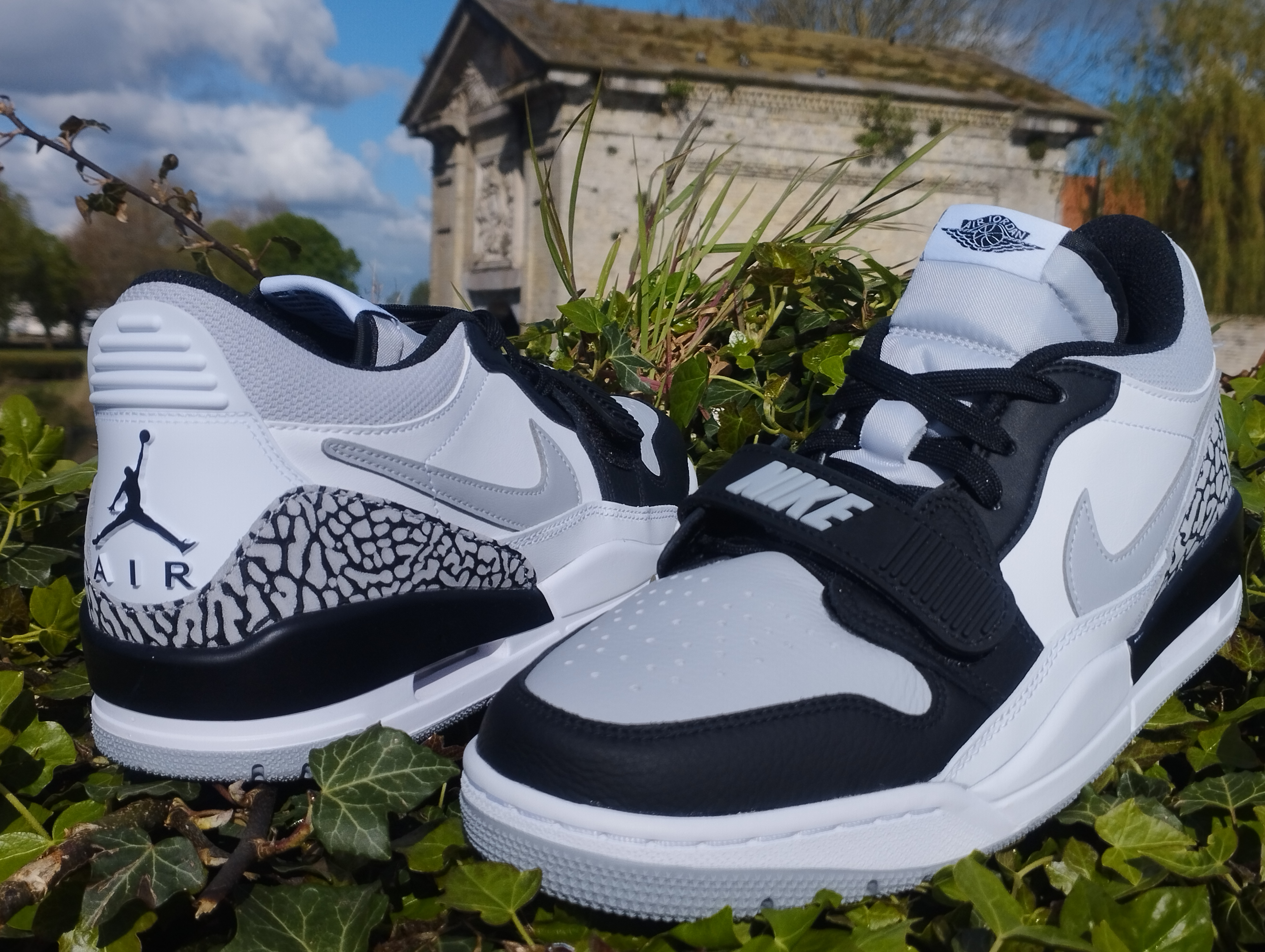
Air Jordan Legacy 312 Low « Light Smoke Grey » (2022). Alors qu'il est représenté au niveau de la cheville sur la version haute de la Air Jordan Legacy 312, le logo "Wings" est placé sur la languette des chaussures basses, à la place de l'inscription "Nike Air".

Le designer Don Crawley, connu sous le nom de Don C. dans la profession, fondateur de la marque « Just Don », décida de collaborer avec Jordan Brand. Il imagina alors la Air Jordan Legacy 312, qui fut présentée en 2018.  La chaussure rend hommage à Chicago, sa ville d'origine, et au célèbre joueur des Bulls ; le nombre 312 est l'indicatif du centre de la ville. Elle célèbre aussi les deux baskets les plus emblématiques de la marque : la Air Jordan I, première basket créée pour Michael Jordan, et la Air Jordan III, fruit des échanges entre Tinker Hatfield et le basketteur, qui permit, selon l'opinion de Don C, le véritable démarrage de la marque. La tige de la basket est celle de la chaussure de 1985, avec le logo "Wings" au niveau de la cheville et le Swoosh sur les côtés ; en haut de la languette s'affiche le « Nike Air »pour la version haute ou le « Wings » pour la version basse. La semelle, le contrefort au talon et les imprimés « peau d'éléphant » sont empruntés à la Air Jordan III. Pour coller aux goûts de la jeune génération, une sangle (strap) « Nike » a été ajoutée en bas du laçage : il s'agit de celle de la Air Alpha Force Low que Michael Jordan portait en 1988. La Air Jordan Legacy 312 est première chaussure rassemblant tous les logos utilisés par la marque : le "Swoosh" de Nike, le "Wings" et le "Jumpman".
La première version de la Air Jordan Legacy 312 possédait une base en cuir noir, avec le Swoosh latéral et le talon blanc. Dès novembre 2018, on pouvait acquérir des Air Jordan Legacy 312 aux couleurs de certaines équipes emblématiques de la NBA que Jordan a affronté : les Knicks de New York, les Lakers et les Pistons de Détroit.   

## Liste des chaussures

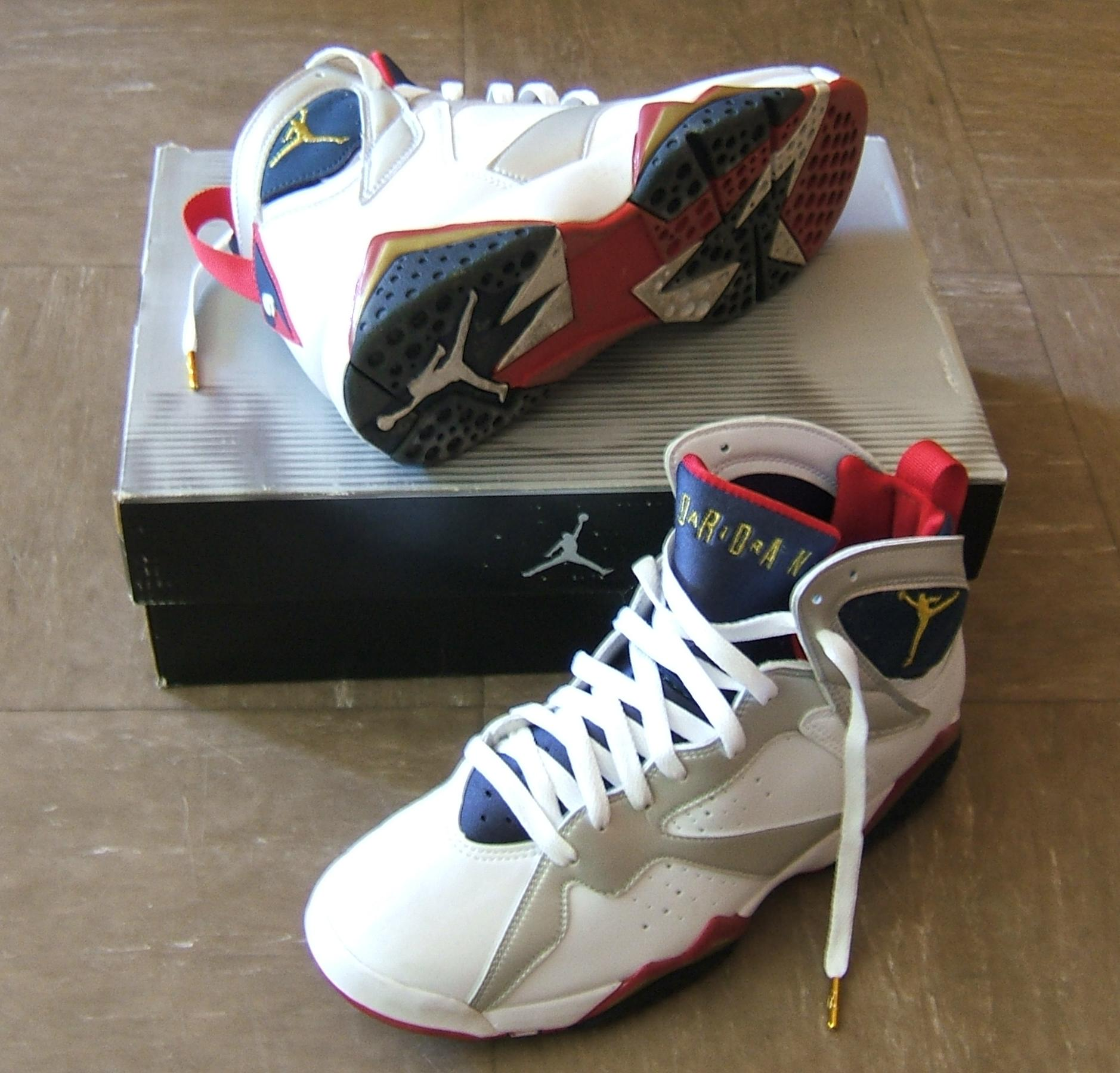
La paire d'"Air Jordan VII" aux couleurs des maillots de la Dream Team.

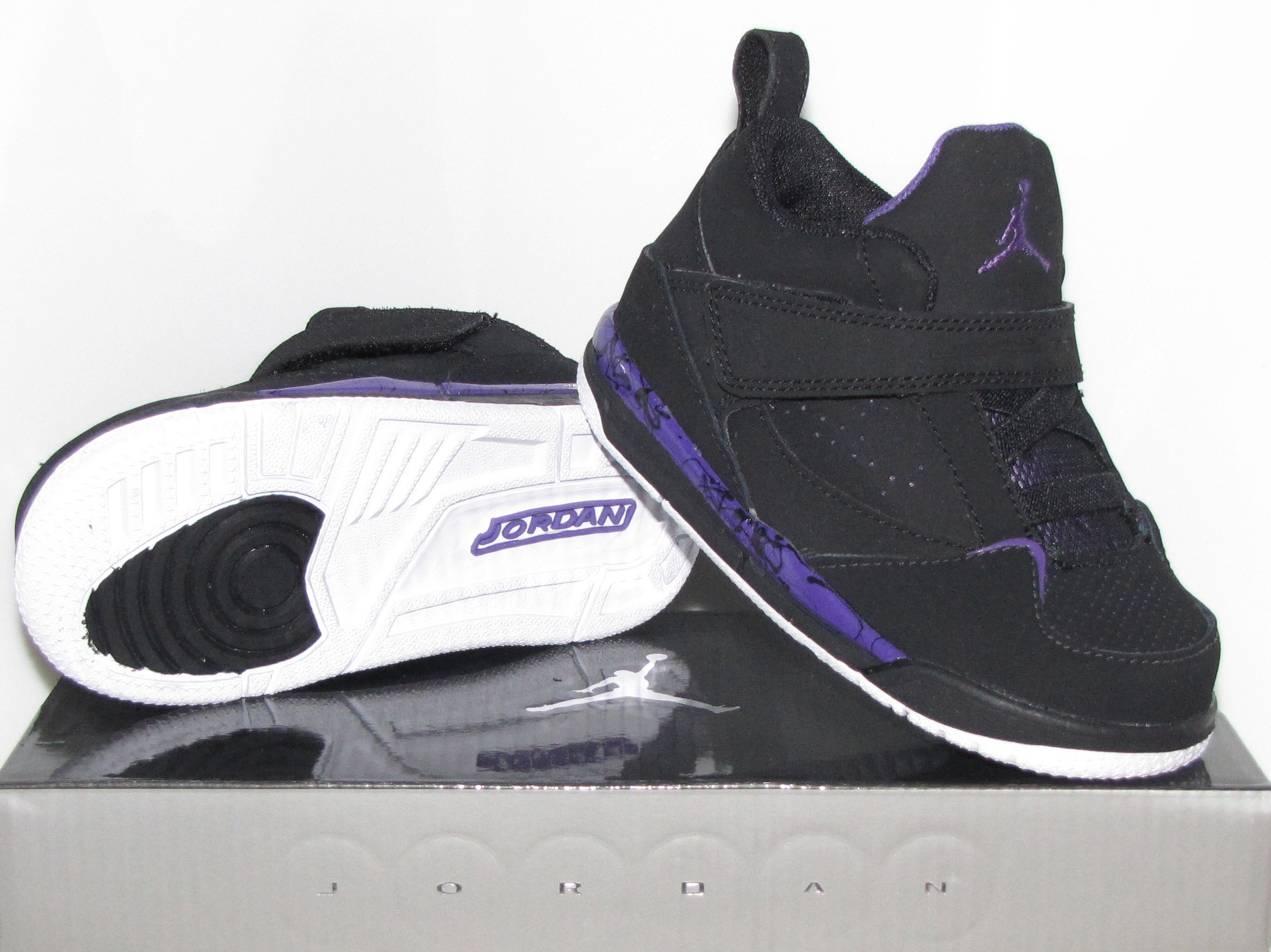
Les Baby Jordan de 2011 pour enfants.

## Team Jordan
La Jordan Brand sponsorise plusieurs athlètes de haut niveau aux États-Unis dans des sports comme le basket-ball bien évidemment mais également le football américain, le baseball, l'athlétisme, la NASCAR, la boxe et le golf.

## Les Air Jordan dans la culture populaire

### Films de cinéma et séries télévisées
Les Air Jordan sont liées au monde du cinéma et de la télévision. Spike Lee introduit son personnage de Mars Blackmon dans les publicités de plusieurs modèles. Will Smith, le prince de Bel-Air, ou Omar Sy ont montré leur passion pour ces sneakers.

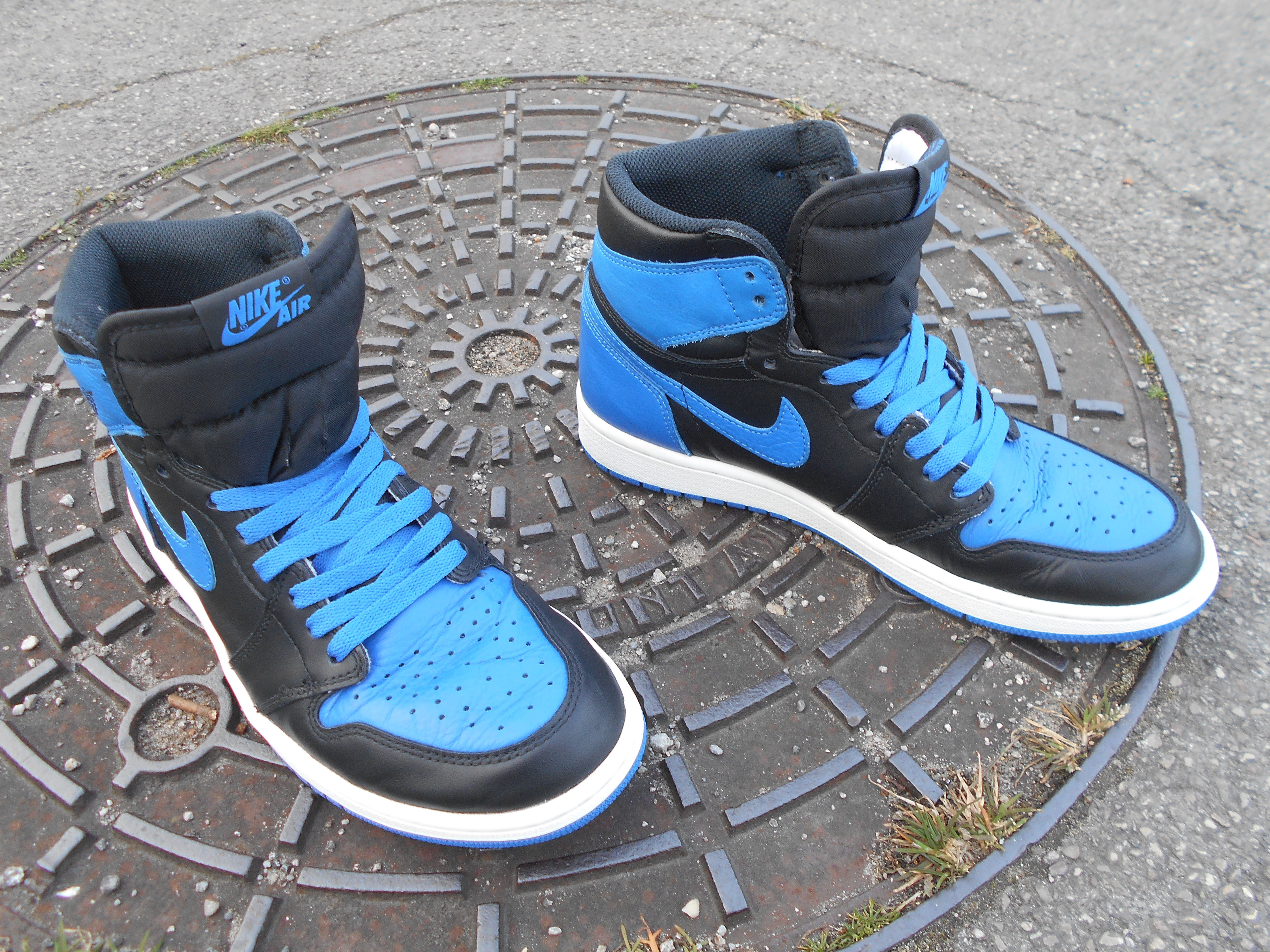
Air Jordan I Royal Blue (ici édition 2017), qui rassemble les couleurs favorites de Michael Jordan. C'est le modèle porté par Mars Blackman, personnage du film Nola Darling n'en fait qu'à sa tête,

- Air Jordan I Royal Blue (ici édition 2017), qui rassemble les couleurs favorites de Michael Jordan[86]. C'est le modèle porté par Mars Blackman, personnage du film Nola Darling n'en fait qu'à sa tête, La Air Jordan I fait son apparition sur les plateaux de cinéma dès sa première année d'existence. Dans le film de Spike Lee, Nola Darling n'en fait qu'à sa tête (She's Gotta Have It), sorti en août 1986 aux Etats-Unis, le jeune Mars Blackmon (joué par le cinéaste) est inséparable de ses sneakers. Même au lit, lorsqu'il a des relations sexuelles, il n'enlève pas ses « Royal Blue ». Le spectateur les contemplent  en gros plan quand Nola y introduit les doigts de pied lors d'une séance sensuelle[87]. Durant la première moitié de Miracle sur la 8e rue (Batteries not included) de Matthew Robbins (1987), un membre de la bande de Carlos porte également le même modèle couleur bleu et noir.
- En 1987, les Bones Brigade (Tony Hawk, Steve Caballero, Mike McGill, Lance Moutain et Tommy Guerrero) pratiquent le skateboard avec les Air Jordan I dans le film The search for Animal Chin, réalisé par Stacy Peralta[34].
- Dans Do The Right Thing en 1989, Spike Lee a tourné une scène devenue culte pour les passionnés de sneakers. Buggin’ Out (Giancarlo Esposito) se fait marcher sur le pied par accident : ses Air Jordan IV à 100 $, toutes neuves, sont salies. Choqué et indigné, il s'en prend alors au responsable du sacrilège. Son entourage l'encourage dans sa démarche : « Tes Jordan sont foutues, mec ! », « Tu peux pas les porter comme ça. Elles valent plus rien ! ». Le mythe de la sneaker trésor est créé[88].
- Dans Le Prince de Bel-Air (1990 - 1996), Will Smith porte régulièrement des Jordan (20 épisodes sur les 148 de la série télévisée)[89].
- Dans Batman return (1992) de Tim Burton, Batman porte des chaussures réalisées à partir de Air Jordan VI et modifié pour s'intégrer dans le Bat Costume[90],[91].
- Dans Space Jam, réalisé par Joe Pytka en 1996, Michael Jordan entraîne les personnages Looney Tunes avec ses Air Jordan IX aux pieds. Lors du match contre les Monstars, il jouera avec des Air Jordan XI « Space Jam » spécialement créées pour le film[92],[89].
- Dans He Got Game, de Spike Lee (1998), l'ancien détenu Jake Shuttlesworth (Denzel Washington) va s’acheter des Air Jordan XIII, coloris blanc, rouge, noir. La paire est chère mais peu importe. Il souhaite ainsi se racheter aux yeux de son fils, joueur de basket-ball, dont il avait tué la mère. Il va porter ces sneakers durant la majorité du film[93].
- Tourné fin août 2015, le film C'est quoi cette famille ?! réalisé par Gabriel Julien-Laferrière met en scène les enfants d'une famille recomposée. Les adolescents les plus âgés se baladent avec des baskets adoptées par les jeunes de l'époque. Les sneakers à sangle, principalement les Adidas Varial Mid, étant les plus populaires durant cette première moitié des années 2010, Eliott (joué par Benjamin Douba-Paris) se déplace, notamment en skateboard, avec les Adidas Forum, chaussures que le jeune basketteur Michael Jordan utilisa en 1984. Oscar (interprété par Lilian Dugois) a choisi les Air Jordan Son of Mars Low Black Cement, sorties le 10 juin 2015, sneakers hybrides que l'ancien joueur vedette de la NBA ne porta jamais sur le terrain.

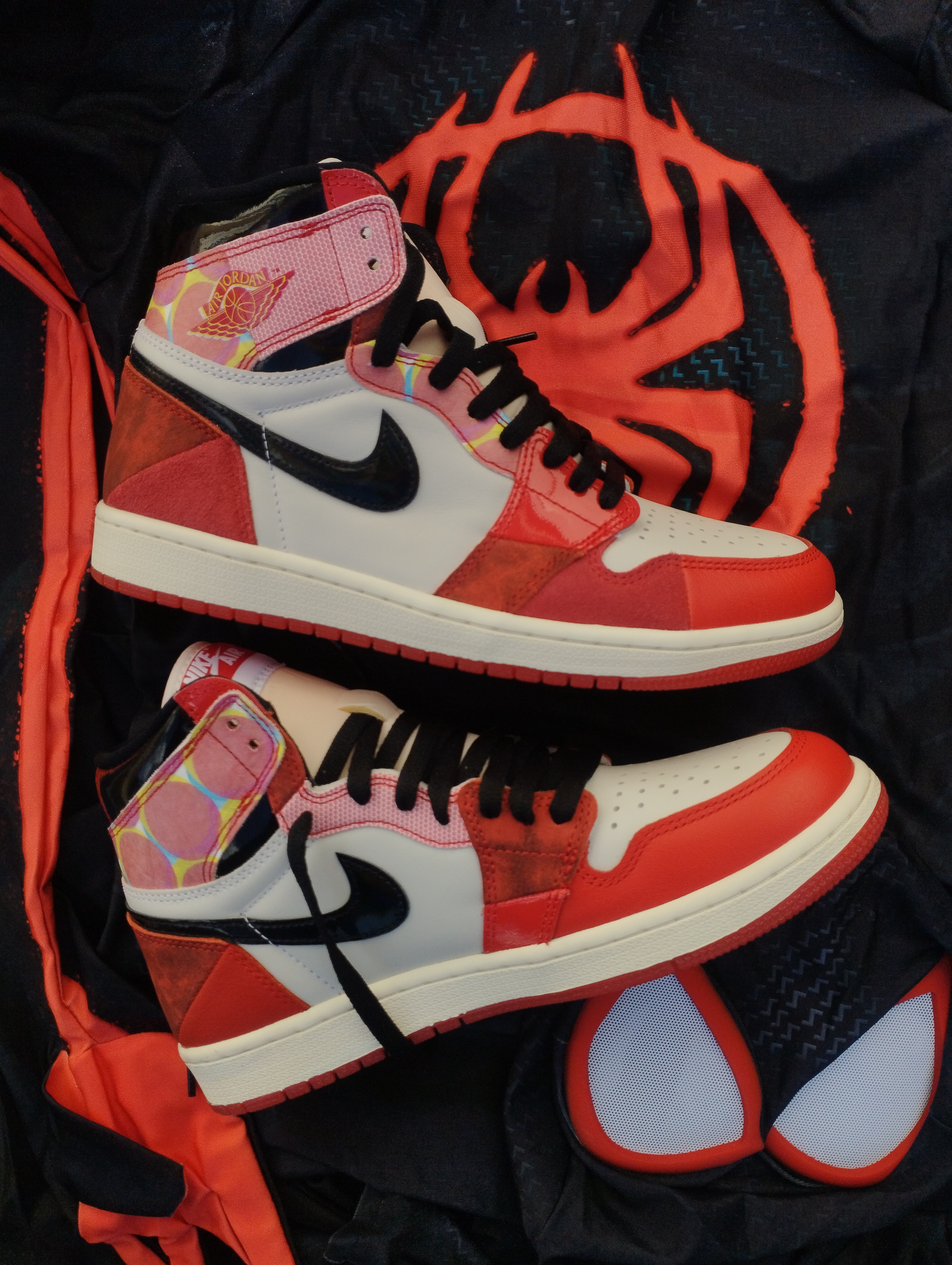
Air Jordan I High OG « Next Chapter » alias « Spider-Man : Across the Spider-Verse » (DV1748-601 - Sortie le 20 mai 2023). Après avoir voyagé dans les univers d'autres Spider-Men, Miles Morales est téléporté dans un monde qui n'est pas le sien. Les effets de l'erreur apparaissent sur ses Air Jordan Chicago, qui prennent un aspect insolite !

- Air Jordan I High OG « Next Chapter » alias « Spider-Man : Across the Spider-Verse » (DV1748-601 - Sortie le 20 mai 2023). Après avoir voyagé dans les univers d'autres Spider-Men, Miles Morales est téléporté dans un monde qui n'est pas le sien. Les effets de l'erreur apparaissent sur ses Air Jordan Chicago, qui prennent un aspect insolite !Dans le film d'animation Spider-Man : New Generation réalisé par Bob Persichetti, Peter Ramsey et Rodney Rothman en 2018, Miles Morales découvre ses pouvoirs de Spider-Man, chaussé des Air Jordan I Chicago. Ses baskets possèdent, sur la languette, un Jumpman rouge sur fond blanc (comme c'est le cas du modèle réel de 2013). Le storyboard montre que, à l'origine, les dessinateurs avaient prévu de lui faire porter des " Bred Banned". A l'occasion de la sortie du film, Jordan Brand  mit en vente une Air Jordan I Retro High OG « Origin Story » x Spider-Man. Plusieurs détails diffèrent cette édition spéciale de la paire portée par le jeune héros : les parties rouges sont tachetées de points, le logo “Nike Air” rouge est apposé sur l'étiquette bleue de la languette, et le dessous de la semelle extérieure est bleuté translucide (rouge dans le dessin animé)[94],[95]. Dans Spider-Man: Across the Spider-Verse (2023), les Air Jordan I Chicago continuent d'être les sneakers préférées de Morales : il fait d'ailleurs des reproches à son ami qui les lui a emprunté. Après avoir le QG de la Spider-Society, l'adolescent se retrouve dans un monde qu'il croit être le sien. Mais il réalise qu'il y a erreur : il a été envoyé sur la Terre-42. Ses baskets changent d'aspect : perturbée par les voyages à travers le multivers, elle est fragmentée dans presque toutes les parties de sa construction et deviennent les AJI « Next Chapter »[96]. Peu après, il rencontre le Miles Morales local devenu le Rôdeur de cet univers, qui, lui, possède des AJI Stash Utility[97].
- Lors de l'épisode 3, saison 2, de la série Nola Darling n'en fait qu'à sa tête (2019), Anthony Ramos, reprenant le rôle de Mars Blackmon, porte les Air Jordan I haute “Homage To Home”, une  édition limitée de 2018[98]  rassemblant sur chaque moitié de la chaussure les coloris "Bred" et "Chicago"[99].
- Dans la série française Lupin, Dans l'ombre d'Arsène, créée par George Kay et François Uzan pour Netflix, Assane Diop, interprété par Omar Sy.possède plusieurs Air Jordan I de différents coloris[100]. La diffusion des premiers épisodes en 2021 provoqua un nouveau intérêt pour ces baskets[101].

### Clips musicaux
- Dans Jam (1992), Michael Jackson joue avec Michael Jordan, chaussé de Jordan VII Bordeaux[102].

### Mangas et animes
- Dans Slam Dunk de Takehiko Inoue, manga publié de 1990 à 1996, le basketteur Hanamichi Sakuragi porte tout d'abord des Air Jordan VI "White Infrared". Par la suite, devant choisir de nouvelles chaussures, il achète les mythiques Air Jordan 1 "Bred" dont les couleurs correspondent à celles de l'équipe de Shohoku. Son équipier, Kaede Rukawa, joue avec des Air Jordan 5 "Retro White"[103]. En 2014, Nike sortit deux paires de Air Jordan Slam Dunk : une  Air Jordan VI et une Air Jordan Super.Fly III, ornées d'illustrations du manga[104].

## Impact commercial et culturel
Depuis 1986, les chaussures de sport estampillées Jordan se sont vendues à plus de 100 millions d'exemplaires à travers le monde.
C'est de la vente de ces chaussures et de produits dérivés que proviennent l'essentiel des revenus de Michael Jordan, qui percevait à une époque des royalties (redevance) de 6 % par paire vendue.
Un événement est organisé annuellement, le Jordan Brand Classic Game, qui réunit les meilleurs lycéens et universitaires du pays mais également de nombreux joueurs européens et de championnats professionnels américains depuis 2002,.
En outre, certains modèles sont créés exclusivement pour les magasins de la chaine Foot Locker et des modèles sortent en exclusivité dans les House of Hoops en partenariat avec Nike, la Jordan Brand fut le sponsor principal (avec Nike et Converse récemment racheté par la maison mère Nike) du championnat du monde de basket-ball en 2010.
La Jordan Brand  est le sponsor du Quai 54 à Paris depuis 2010, considéré comme l'un des plus prestigieux tournois de streetball au monde, Chris Paul et Ray Allen ont respectivement fait le déplacement pour représenter la marque et assister à l’événement.
En 2018, le PSG signe un partenariat exclusif avec la marque, filiale de Nike. Le nombre de maillots par saison passe alors à 4 et Nike et Jordan se partagent leur conception de façon équitable. En 2019, Nike et le Paris Saint-Germain prolongent leur contrat jusqu'en 2032 avec une nette revalorisation, celle-ci s’élevant désormais à 75 millions d'euros par saison

## Cinéma
La signature du contrat entre Nike et Michael Jordan est le sujet du film Air sorti en 2023,.